# Argyreia burneyi
Argyreia burneyi är en vindeväxtart som beskrevs av Andrew Thomas Gage. Argyreia burneyi ingår i släktet Argyreia och familjen vindeväxter. Inga underarter finns listade i Catalogue of Life.